# 库乐队
是一款支援macOS、iOS與iPadOS的数码音乐创作软件，由蘋果電腦開發，是应用程序套装iLife的一部分，允许使用者藉由此軟件创作音乐。
这个应用软件并不是以专业作曲为目标，它是为了使业余爱好者更容易制作音乐。它包括了1000段预录的样本旋律和50种合成乐器样本，并能用连接电脑的MIDI键盘或屏幕键盘演奏。需要额外的旋律和乐器，可以购买由苹果电脑分别推出的四款 GarageBand Jam Pack Archive.today的存檔，存档日期2005-01-25，每个扩展包价值$99美元，可以为GarageBand加入2000种旋律和许多虚拟乐器。

## 歷史
GarageBand的原创公司是Emagic，它同时是专业作曲软件Logic Audio的开发者，在2002年7月被苹果收购。
GarageBand 1首次出现在2004年1月6日旧金山Macworld Conference & Expo上，由史蒂夫·乔布斯在演讲上公布，在音乐家John Mayer的帮助下做演示，為iLife '04套件的一部份。
GarageBand 2在2005年1月11日Macworld Conference & Expo上公布。主要的新功能包括在音符模式下察看和编辑音乐，每次能录制8条音轨，还有固定的计时和录制节奏。它在2005年1月22日开始销售，為iLife '05套件的一部份。
GarageBand 3在2006年Macworld Conference & Expo上公布，包含了200多種的效果與Jingle，為iLife '06套件的一部份。